# Бургберг им Алгој
Бургберг им Алгој (њем. Burgberg im Allgäu) општина је у њемачкој савезној држави Баварска. Једно је од 28 општинских средишта округа Обералгој. Према процјени из 2010. у општини је живјело 3.108 становника. Посједује регионалну шифру (AGS) 9780118.

## Географски и демографски подаци
Бургберг им Алгој се налази у савезној држави Баварска у округу Обералгој. Општина се налази на надморској висини од 751 метра. Површина општине износи 16,0 km². У самом мјесту је, према процјени из 2010. године, живјело 3.108 становника. Просјечна густина становништва износи 194 становника/km².